# مؤخر الرأس
القذال (بالإنجليزية: Occiput)‏ هو مصطلح تشريحي للجزء الخلفي من الرأس أو الجمجمة. في الحشرات، القذال هو الجزء الخلفي من الكبسولة الرأس.

## الأصل اللغوي
| مؤخر الرأس | القَذالُ: جِماع مؤخر الرأس، وهو مَعْقِدُ العِذارِ من الفرس خلف الناصية. ويقال: القَذالانِ: ما اكتنف فأسَ القَفا عن يمينٍ وشمالٍ، ويجمع على أقْذِلَةٍ وقُذُلٍ. وقَذَلْتُهُ ضربتُ قَذالَهُ. ويقال: القَذَلُ: المَيْل والجوْرُ. | مؤخر الرأس |

| مؤخر الرأس | القَذَال: جِماع مُؤَخَّر الرأْس من الإِنسان والفرسِ فوق فَأْس القَفا، والجمع أَقْذِلة وقُذُل. ابن الأَعرابي: والقَذال ما دون القَمَحْدُوَة إِلى قِصاص الشعر؛ الأَزهري: القَمَحْدُوة ما أَشرف على القَفا من عظم الرأْس والهامة فوقها، والقَذال دونها مما يلي المَقَذَّ. والمَقْذولُ: المَشْجوج في قَذاله. ويقال: القَذال مَعْقد العِذار من رأْس الفرس خلْف الناصية. ويقال: القَذالان ما اكتنف فَأْس القَفا من عن يمين وشمال. وقَذال الفرس: موضع ملتَقى العذار من فوق القَوْنَسِ؛ قال زهير: ومَلْجَمُنا، ما إِنْ يُنال قَذالُه ولا قَدَماه الأَرض، إِلا أَنامِلُه وقَذَلْت فلاناً أَقْذُله قَذْلاً إذا تَبِعْته. الفراء: القَذَل والوَكَف والنَّطَف والوَحَرُ العيبُ. يقال: قَذَله يَقْذُله قَذْلاً إذا عابه، وقَذَله أَصاب قَذاله، وهو مؤخَّر رأْسه. والقاذِل: الحجَّام لأَنه يَشْرِط ما تحت القَذال. وجاء فلان يَقْذُل فلاناً أَي يَتْبعه. والقَذْل: المَيْل والجَوْر. | مؤخر الرأس |

## انظر
- عظم قذالي